# Horror
Horror (Latijn voor verschrikking) is een genre van verhalen waarbij het de bedoeling is de lezer of de toeschouwer als vorm van amusement angst aan te jagen.
Dit kan door bijvoorbeeld angstige situaties of wezens ten tonele te voeren. Deze wezens kunnen zowel fantastisch (vampiers, spoken) als realistisch (seriemoordenaars) zijn. Onder het genre vallen onder andere het griezelverhaal en de griezelroman. Het genre kan zowel in literatuur (boeken en romans) als horrorfilms en televisieseries worden toegepast. Een belangrijk element van horror is dat de lezer of kijker zich kan inleven in de situatie van de protagonist, waardoor hij of zij dezelfde angst en afschuw voelt. Een ander element is dat er vaak onverwachte gebeurtenissen plaatsvinden (anticlimax) / plotwending. In films worden de kenmerkende elementen dreiging en schrik vaak met speciale effecten en achtergrondmuziek versterkt.

## Geschiedenis

### Film
Horrorfilms kwamen in zwang toen de geluidsfilm eenmaal was uitgevonden, hoewel de nog stomme film Nosferatu, eine Symphonie des Grauens van Friedrich Wilhelm Murnau uit 1922 reeds geldt als een klassieker en de oerversie van dit genre. Dit was een van de talloze films die uiteindelijk zouden worden geïnspireerd door de Dracula-legende. De Duitse regisseur Werner Herzog maakte hiervan in 1979 een remake onder de titel Nosferatu: Phantom der Nacht. Het thema van een dood en verderf zaaiend monster, in 1931 begonnen met de film Frankenstein, zou vele variaties krijgen. Eind 20e eeuw zouden ook vele horrorfilms worden geïnspireerd door seriemoorden.

## Subgenres
Horror kent verschillende subgenres zoals:
- historische horror: hierin speelt het verhaal zich af in een (ver) verleden
- psychologische horror: hierin staan vooral mentale angsten van de protagonist centraal
- gothic novel: een genre dat in de tweede helft van de 18e eeuw in Engeland ontstond

Horror waarin fantastische elementen voorkomen, behoort tot de fantastische kunst.

## Bekende horrorschrijvers
Voor meer informatie, zie Lijst van horrorschrijvers.
- Clive Barker
- Eddy C. Bertin
- B.R. Bruss
- Wes Craven
- Stephen King
- Dean Koontz
- Paul van Loon
- H.P. Lovecraft
- Edgar Allan Poe
- Anne Rice
- Mary Shelley
- Bram Stoker
- R.L. Stine

## Horroronderwerpen

### Wezens
- Buitenaardse wezens (marsmannetjes)
- Mensen of dieren die door de duivel bezeten lijken, keren zich plotseling tegen hun naasten of onschuldigen. Soms fungeert er een motief zoals onzekerheid, wraak, winstbejag of eerbejag als mogelijke verklaring voor het bezeten gedrag.
- Gewelddadige dieren
- Monsters (bijvoorbeeld het Monster van Frankenstein)
- Moordenaars en psychopaten
- Spoken en geesten
- Vampiers (bijvoorbeeld Dracula)
- Weerwolven
- Zombies (levende doden, lijken, mummies)
- Horrorclowns (lopen in een clownspak rond om anderen de stuipen op het lijf te jagen)

### Situaties
Bijna onmogelijke situaties die iets angstaanjagends in zich dragen, maar toch in onze wereld heel goed denkbaar zijn. Bijvoorbeeld geheime overheidsprojecten met gevaren voor de mensheid, weddenschappen met fatale afloop, twijfelachtige prijskampen, waarin er meer op het spel staat dan ogenschijnlijk het geval lijkt, verlaten plaatsen waar de bewoners zich in de loop des tijds vreemde of vreeswekkende gewoonten hebben aangemeten.

### Duistere krachten en voorwerpen
- Duistere krachten: waar te nemen als plaatsgebonden, onverklaarbare gebeurtenissen, waarvan de opeenvolging vaak als leidraad voor het verhaal fungeert. Bijvoorbeeld schier onmogelijke natuurverschijnselen (een stenenregen), straatlantaarns die vanzelf beginnen te flikkeren, radio's of jukeboxen die spontaan aangaan, meubels die uit zichzelf van plaats verwisselen.
- Het ontastbare: een allesomvattende mist, duisternis.